# Amie Donald
Amie Donald (Nueva Zelanda, 28 de enero de 2010) es una actriz y bailarina neozelandesa, conocida por interpretar al personaje principal en la película de terror Megan y su secuela Megan 2.0.

## Carrera
Donald es una bailarina que se ha presentado en concursos internacionales. Representó a Nueva Zelanda en la Copa Mundial de Danza en 2019, donde fue la primera competidora de su país en ganar medallas: una de plata y una de bronce. Baila en Norris Dance Studios en Papakura. Kylie Norris, su maestra de baile y coreógrafa desde hace mucho tiempo, desarrolló la escena del baile de Megan con ella mientras se filmaba en Auckland.
Donald comenzó su carrera actoral apareciendo como Maya Monkey en la serie de televisión de Netflix Sweet Tooth, en 2021. Está representada por la Agencia de Talento Bubblegum.
En la película de 2023, Megan, Donald interpretó al personaje principal junto a la actriz Allison Williams y la estrella infantil Violet McGraw. El tráiler de M3GAN se volvió viral debido a la cobertura significativa sobre los movimientos de baile y el físico de Donald como la muñeca asesina. Donald recibió entrenamiento de movimiento para la película de Jed Brophy y Luke Hawker. La voz del personaje en la película fue interpretada por la actriz Jenna Davis. En la película, Donald "realizó sus propias acrobacias y co-coreografió la secuencia de baile mortal de la película que se volvió viral en TikTok". Donald también sorprendió a los directores al descubrir cómo hacer ciertos movimientos difíciles por su cuenta, como "elevarse una cobra" desde el suelo sin usar los brazos y correr a cuatro patas por el bosque. /Film escribió sobre la actuación de Donald que "es esa actuación humana la que realmente lleva la creación de un poco espeluznante a aterradora... gran parte del físico de M3GAN provino directamente de Donald". The Hollywood Reporter señaló que Donald y su coprotagonista Violet McGraw se hicieron muy amigas durante el rodaje.

## Vida privada
Donald vive en Auckland, Nueva Zelanda.

## Filmografía

### Película
| Año  | Título    | Papel | notas |
| ---- | --------- | ----- | ----- |
| 2022 | Megan     | M3GAN |       |
| 2025 | Megan 2.0 | M3GAN |       |

### Televisión
| Año  | Título      | Role |
| ---- | ----------- | ---- |
| 2021 | Sweet Tooth | Maya |